# Ukrajinská pravoslavná církev (Moskevský patriarchát)
Ukrajinská pravoslavná církev (ukrajinsky Українська православна церква, rusky Украинская православная церковь, zkratka UPC), nazývaná též Ukrajinská pravoslavná církev Moskevského patriarchátu, je kanonická pravoslavná církev na Ukrajině. Tvořila autonomní součást Ruské pravoslavné církve vedené moskevským patriarchou, ale koncem května 2022 vyhlásila nezávislost kvůli nesouhlasu s postojem moskevského patriarchy Kirilla, který podporuje ruskou invazi na Ukrajinu.
Neoficiální název doplněný o „Moskevský patriarchát“ (ukrajinsky Українська Православна Церква (Московський Патріархат), rusky Украинская православная церковь (Московского патриархата), zkratka UPC (MP)), slouží k odlišení od Ukrajinské pravoslavné církve Kyjevského patriarchátu, která byla založená v roce 1992 a v roce 2018 byla nahrazena sjednocenou autokefální Pravoslavnou církví Ukrajiny.
V roce 2020 se k ní hlásilo asi 14 % Ukrajinců. V roce 2022 po ruské invazi číslo kleslo na 4 %.

## Historie
Když v roce 1991 Ukrajina získala nezávislost, začal tehdejší kyjevský metropolita Filaret (Denysenko) (ukrajinsky Філарет - Патріарх Київський) usilovat o osamostatnění ukrajinské části církve od moskevského ústředí, za což byl zbaven svého úřadu. Poté založil s částí duchovenstva v roce 1992 Ukrajinskou pravoslavnou církev Kyjevského patriarchátu se sídlem v Kyjevě. Od té doby panuje mezi oběma církvemi napětí. V roce 1997 Ukrajinská pravoslavná církev Moskevského patriarchátu kyjevského patriarchu Filareta dokonce exkomunikovala.
V průběhu Euromajdanu roku 2013 došlo k vnitřnímu rozkolu uvnitř církve Moskevského patriarchátu. Církev se k ukrajinské krizi a ke konfliktu s proruskými separatisty a s Ruskem snažila nevyjadřovat, ale část představitelů sympatizovala s kyjevskými protesty, zatímco jiní otevřeně podpořili proruské separatisty na Donbasu, v důsledku čehož na Ukrajině narůstá negativní názor na její činnost. Její napojení na Ruskou pravoslavnou církev jí škodí, navíc v situaci, kdy nový metropolita Onufrij bývá označován za příznivce sjednocení „ruského prostoru“, jehož součástí má být i Ukrajina s Běloruskem. Samotný Onufrij podpořil teritoriální integritu Ukrajiny a volal po mírovém řešení konfliktu na východní Ukrajině.

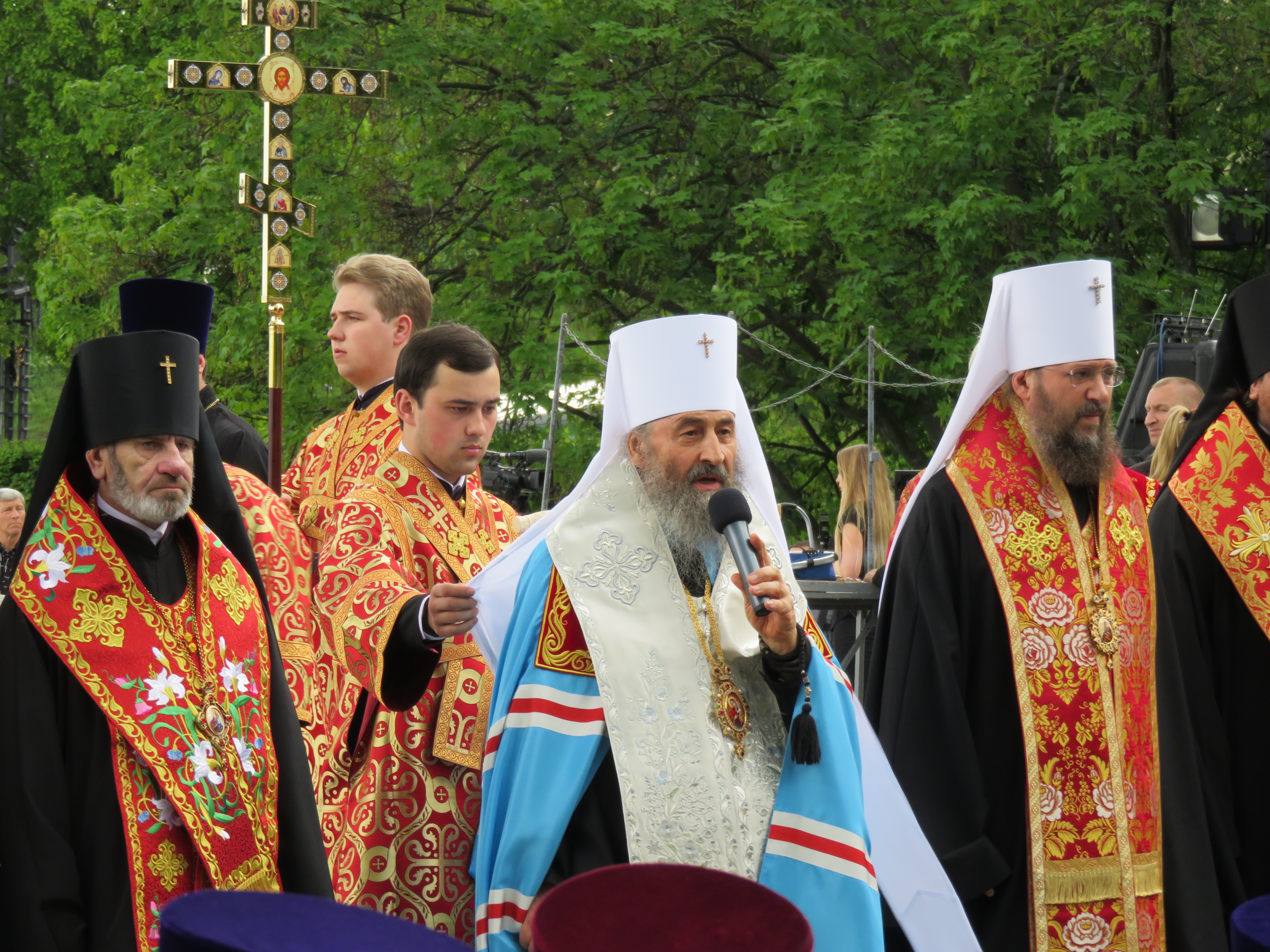
Metropolita Onufrij v Kyjevě v květnu 2016

V srpnu 2014 metropolita Onufrij prohlásil, že žádný kněz v jeho církvi nepodporuje proruské separatisty na východě Ukrajiny. Přesto podle ukrajinského autora Ihora Tyškevyče údajná vazba Ukrajinské pravoslavné církve Moskevského patriarchátu na Kreml, její údajný zásah do konfliktu mezi státy, jejichž občané jsou členy církve a údajná podpora vojenské intervence Ruska na východě Ukrajiny způsobuje výrazný odliv věřících. Zatímco v roce 2011 tvořili její farníci na Ukrajině 25,9 % obyvatel, začátkem roku 2015 to bylo již jen 20,8 %.
Ukrajinská pravoslavná církev (Moskevský patriarchát) od 15. prosince 2018 neexistuje a musí být rozpuštěna. Vrchní Radě byl předložen návrh zákona o povinném přejmenování Moskevského patriarchátu.
V současné době s požehnáním Ekumenického patriarchátu (Bartoloměje I) vznikla z iniciativy ukrajinského prezidenta Petra Porošenka sjednocená místní autokefální Pravoslavná církev Ukrajiny sloučením tří poboček pravoslavných denominací, s čímž ale nesouhlasí Moskevský patriarchát, který disponuje největším počtem kostelů. V reakci na to agenti tajné služby SBU provedli v klášterech a budovách patřících Moskevskému patriarchátu razie a domovní prohlídky.
Konstantinopolský patriarcha Bartoloměj zrušil akt Konstantinopolského patriarchátu z roku 1686, kterým se kyjevský metropolita připojuje k patriarchátu v Moskvě.
V souvislosti s ruskou invazí na Ukrajinu se situace v ukrajinském pravoslaví stala nepřehlednou. Nicméně v květnu 2022 si média začala všímat, že i Ukrajinská pravoslavná církev moskevského patriarchátu se ústy svých představitelů připojuje ke kritice Moskvy. 20. srpna 2024 byla církev zvláštním zákonem zakázána s poukazem na skutečný stav podpory ruské agrese navzdory oficiálním vyhlášením jejího vedení. Dne 2. července 2025 byl metropolita Onufrij zbaven ukrajinského občanství.

## Kláštery
Největšími náboženskými středisky církve jsou tři (částečně jeskynní) kláštery:
- Kyjevskopečerská lávra v Kyjevě
- Počajivská lávra v městečku Počajiv nedaleko Kremence, v Ternopilské oblasti
- Svjatohirská lávra v městečku Svjatohir v Doněcké oblasti